# Sam Raimi
Sam Raimi (Franklin, Michigan, 23 oktober 1959) is een Amerikaans filmregisseur.
Raimi staat bekend als regisseur van fantasiefilms waarin hij zwarte humor combineert met cartoonesk geweld en horror-elementen. 
De films van Sam Raimi zijn altijd uitbundig vormgegeven en zeer absurd in beeld gebracht. Het camerawerk van zijn films is erg opvallend en herkenbaar: de camera maakt vele camerabewegingen en staat altijd op de meest ongebruikelijke plaatsen.
Vanwege de eigenzinnigheid en de originaliteit van zijn films heeft Sam Raimi een cultstatus verworven. Hij heeft een grote schare fans die zijn zogeheten ADHD cinema bewonderen maar er zijn ook talloze mensen die zijn werk veel te druk en te overdreven vinden. Met de regie van Spider-Man bewees Raimi dat hij ook voor een groot publiek een succesvolle en conventionele film kon maken.

## Biografie
Samuel Raimi werd in Franklin (Michigan) geboren en groeide op in een Joods gezin. Al op jonge leeftijd was hij bezeten door cartoons, sciencefiction- en horrorfilms. Ook was hij een fan van gruwelijke sprookjes en van slapstickkomedies en dan voornamelijk die van de Three Stooges.
Toen Raimi nog maar 10 jaar oud was begon hij met een Super 8-camera al amateurfilmpjes te maken en toen hij 16 was hielp hij al mee met het filmen van reclamespotjes.
Raimi ging creatieve vormgeving studeren op de universiteit en kwam daar in aanraking met de broers Joel Coen en Ethan Coen. Dit regisseursduo zal lange tijd vrienden blijven van Raimi. Ook ontmoette Raimi Bruce Campbell, een beginnend acteur die later in de meeste films van Raimi zou opduiken.
Terwijl Raimi nog studeerde maakte hij talloze promotiefilmpjes voor bedrijven en filmde hij reclamespotjes voor de lokale tv. Met het geld dat hij hiermee verdiende financierde hij zijn eerste korte film getiteld Within the Woods. In deze film werd de hoofdrol gespeeld door Bruce Campbell. De film werd geproduceerd door de gebroeders Coen en werd volledig opgenomen in een kleine blokhut (die toebehoord aan een oom van Raimi) midden in de bossen van Michican. Raimi filmde en monteerde alles zelf met een tweedehands 16mm-camera.
Within the Woods was eigenlijk niets anders dan een promofilm waarmee Raimi zijn talent aan geldschieters wilde zien, in de hoop dat zij dan een langere versie van de horrorfilm wilden financieren. Raimi wist al snel 800 duizend dollar bij elkaar te schrapen en begon aan het maken van een 90 minuten durende horrorfilm. Vrijwel al het filmmateriaal van Within the Woods werd hergebruikt in die film.
In 1982 ging de film getiteld The Evil Dead in première en de film werd een waanzinnige cult-hit. Evil Dead was een vreemde combinatie tussen smerige horror, slapstick, cartoon en zwarte komedie. De film wekte grote controverse op vanwege de zeldzaam bloederige special effecten en het ziekelijke geweld, tegelijkertijd was er veel bewondering voor het acrobatische camerawerk en de spanningsopbouw. De film was als een dolle achtbaanrit: een razendsnel tempo, groteske gebeurtenissen en een niet aflatende stortbui aan camerabewegingen en montagetrucs. Raimi werd een cultheld en werd gezien als de toekomst van de horrorfilm: hij was nog maar 22 jaar oud en had voor amper 800 duizend dollar een meesterwerk afgeleverd.
In 1985 maakte Raimi Crimewave, een film die geproduceerd en geschreven was door de gebroeders Coen. Deze film, een hommage aan de film noir, werd een grote flop ondanks dat de film misschien wel het meest representatief is voor de stijl van Sam Raimi.
In 1987 maakte Raimi Evil Dead 2: Dead By Dawn. Deze film heet officieel een vervolg maar is meer een remake van het origineel alleen dan met een veel groter budget en waarbij de nadruk meer komt te liggen op humor.
Raimi's 2e cultmeesterwerk was Darkman. Deze superheldenfilm, waarvoor Raimi zelf het verhaal bedacht, was opnieuw een mengeling van actie, horror, slapstick, zwarte komedie en cartoon. Voor het verhaal mixte Raimi elementen uit The Phantom of the Opera met Batman en House of Wax. Met veel verbluffende special effecten, wilde montagetrucs, vreemde lenzen en zwevende camerabewegingen werd ook Darkman weer een visueel spektakel.
In 1992 liet Raimi alle remmen los bij een derde deel uit Evil Dead-trilogie. Dit deel getiteld Army of Darkness was een aaneenschakeling van krankzinnige special effects en cameratrucs. De films ging de geschiedenis in als een van de meest maffe films ooit.
Sharon Stone, die een groot bewonderaar was van Raimi's werk, vroeg hem om in 1995 The Quick and the Dead te regisseren. Met deze film maakte Raimi zowel een ode als een parodie op de spaghettiwestern. Raimi kreeg een gigantisch budget tot zijn beschikking en onbeperkte artistieke vrijheid. Het resultaat is een visueel overdonderend spektakel en een van de meest dynamisch gefilmde films aller tijden. Helaas kon ook deze film het publiek niet bekoren.
In de daaropvolgende jaren ging Raimi aanzienlijk subtieler te werk en hij maakte 3 kleine films die weinig overeenkomsten met de voor hem typerende regiestijl hebben. A Simple Plan (1998) en For Love of the Game (2000) flopten genadeloos. The Gift (2000) kreeg wel goede kritieken maar had de pech om net tegelijk met The Sixth Sense in première te gaan waardoor de film, die thematisch gezien grote overeenkomsten vertoonde met zijn concurrent, de concurrentie niet aankon en ook flopte.
In 2002 werd Raimi gevraagd om het stripverhaal Spider-Man te verfilmen. Raimi koos voor een wat meer conventionelere aanpak dan bij Darkman, maar behield tegelijkertijd wel zijn visuele stijl. Spider-Man werd een onverwachts groot succes en bracht het achtvoudige van het budget op. Hiermee werd Raimi in een klap een van de meest succesvolle regisseurs van Hollywood. Raimi maakte in 2004 en 2007 twee vervolgen op Spiderman.
Na de enorme succesvolle Spidermanfilms, wilde Raimi het rustiger aan doen en hij begon te werken aan een aantal kleinere projecten. Zo produceerde hij de horrorfilm 30 Days of Night en hij werkte als co-producent aan de televisieserie Hercules, die van 2007 tot 2008 liep.
In 2009 keerde hij voor het eerst in 17 jaar terug naar het genre dat Raimi groot heeft gemaakt: de horrorfilm. De door hem geschreven en geregisseerde horrorfilm Drag Me to Hell, was volgens Raimi een ode aan de fans van Evil Dead. Een bloederige, snel gefilmde en goedkope gruwelfilm die herinneringen opriep aan Raimi's eerste films. De film was in Amerika een groot succes.

## Trivia
- Raimi is zelf ook een gelegenheidsacteur. Zo speelde hij de rol van sekteleider in They Shall not Kill except........ Verder speelde hij in Innocent Blood en The Hudsucker Proxy.
- Raimi is de bedenker van de term Fake Shemp. Deze uitdrukking verwijst naar de komiek Shemp Howard (eigenlijk Samuel Horwitz), een van de Three Stooges. In 1955 overleed Shemp aan een hartaanval. De twee overgebleven Stooges, Shemps broers Moe en Larry Fine, waren contractueel verplicht nog een aantal korte films te maken voor Columbia Pictures. De body double van Shemp, Joe Palma, nam vervolgens de rol van Shemp over. Hij kreeg geen tekst en zijn gezicht werd zo veel mogelijk uit beeld gehouden. Raimi is een grote fan van de Three Stooges. Tijdens het filmen van The Evil Dead stapten nogal wat acteurs op. Vandaar dat Raimi gedwongen was zijn jongere broer Ted Raimi en een aantal vrienden, inclusief Bruce Campbell, te gebruiken als body-doubles, ofwel Fake Shemps. Sindsdien zijn in iedere productie van Sam Raimi wel Fake Shemps te zien.
- Ted Raimi is een scenarioschrijver. Ted schreef mee aan een aantal films van de gebroeders Coen en schreef ook mee aan het scenario van Darkman.
- Raimi is een groot bewonderaar van Alfred Hitchcock. Net als Hitchcock heeft Raimi ook altijd een klein cameorolletje in het begin van z'n eigen films. Ook draagt Raimi tijdens de filmopnamen dezelfde kleren als Hitchcock: een zwart pak met een wit overhemd en een zwarte paling stropdas.
- Raimi heeft zelf een geelkleurige oldtimer Oldsmobile Delta 88. Deze auto duikt in al z'n films op. In de 3 Evil Dead-films heeft de auto een prominente rol (het is de auto waarmee de jongeren naar hun bestemming rijden), in andere films meer een figurantenrol.
- Hij gebruikt vaak de aliassen: Celia Abrams, The Master Cylinder, R.O.C. Sandstorm, Roc Sandstorm, Alan Smithee Junior.

## Handelsmerken
Inhoudelijke handelsmerken:
- De hoofdpersoon is vaak een antiheld die in het begin stuntelig is maar later, door factoren van buitenaf, verandert in een agressief figuur. Vaak balanceert hij tussen goed en kwaad en geniet hij ervan om slecht te zijn.
- De meeste films van Raimi zijn een hommage aan een bepaald filmgenre. Darkman gaat over het superheldengenre, Quick and the Death over de western, Crimewave over de film noir en Army of Darkness over de ridderfilm.
- Raimi heeft een voorliefde voor groteske, overdreven en een beetje karikaturale personages.
- Veel humoristische oneliners.
- Een mengelmoes van verschillende stijlen en sferen die elkaar snel afwisselen. De sfeer in een film kan plots 180 graden draaien. Eerst is het melodrama, dan ineens keiharde horror en dan weer slapstick.

Visuele handelsmerken:
- Gebruikt vaak een inrijder (met inzoomende camera) op iemands gezicht.
- Vaak een schuin hangend camerakader.
- Veel dollyshots.
- Veel subjectieve camerashots.
- Gebruikt vaak Whip of Zippan.
- Vaak een zoomend shot gemaakt met een Jipp waarbij het lijkt alsof de camera zweeft.
- Vaak een wipe montagetruc.
- Vaak geanimeerde openingstitels in het begin.
- Vaak een matchcut.

## Filmografie
Als regisseur
- It's Murder! (1977)
- Clockwork (1978)
- The Evil Dead, the Ultimate Experience in Grueling Horror (1981)
- Evil Dead 2: Dead by Dawn, the Sequel to the Ultimate Experience in Grueling Terror (1987)
- Darkman (1990)
- Evil Dead III Army of Darkness, the Ultimate Experience in Medieval Horror (1992)
- The Quick and the Dead (1995)
- A Simple Plan (1998)
- The Gift (2000)
- Spider-Man (2002)
- Spider-Man 2 (2004)
- Spider-Man 3 (2007)
- Drag Me to Hell (2009)
- Spartacus: Blood and Sand (2010)
- Possession (2012)
- Oz the Great and Powerful (2013)
- Doctor Strange in the Multiverse of Madness (2022)

Als producent
- Crawl (2019)[1]

Als acteur
- The Jungle Book (2016) - stem van Giant Squirrel

- Biblioteca Nacional de España: XX1276419
- Bibliothèque nationale de France: cb140014331 (data)
- Catàleg d'autoritats de noms i títols de Catalunya: 981058514119406706
- CiNii: DA09217384
- Gemeinsame Normdatei: 122787862
- International Standard Name Identifier: 0000 0001 1476 1888
- Library of Congress Control Number: nr95006343
- MusicBrainz: e7d2fbaa-5215-474b-970c-2f598c06329b
- Bibliotheek van het Japanse parlement: 01088261
- Nationale Bibliotheek van Tsjechië: jx20050419045
- Nationale Bibliotheek van Israël: 987007333043405171
- Nederlandse Thesaurus van Auteursnamen: 073577510
- LIBRIS: 297953
- SNAC: w66t0tq9
- Système universitaire de documentation: 059656107
- Virtual International Authority File: 84318641
- WorldCat: E39PBJdx8q6JvwHQGyb7DtfjG3